# Programare orientată eveniment
Programarea orientată eveniment este o paradigmă a programării calculatoarelor. Spre deosebire de programele tradiționale, care-și urmează propria execuție, schimbându-și câteodata doar cursul în puncte de ramificație (instrucțiuni test, etc), cursul execuției unui program orientat eveniment este condus în mare parte de evenimente externe.
Programele orientate eveniment sunt formate de obicei dintr-un număr de programe mici numite handlere de eveniment, care sunt apelate ca răspuns la evenimente externe și dintr-un coordonator (dispatcher), care apelează handlerele de evenimente, folosind de obicei o coadă a evenimentelor, care să rețină evenimentele care nu au fost procesate.
În multe cazuri, handlerele de evenimente pot declanșa ele însele evenimente, ducând la o cascadă de evenimente.
Programarea orientată eveniment accentuează ca virtuți flexibilitatea și asincronicitatea.
Programele cu interfețe grafice sunt de obicei programate într-o modalitate gestionată de evenimente. Sistemele de operare sunt un alt exemplu clasic de programe dirijate de evenimente pe cel puțin două nivele. La cel mai de jos nivel, handlerele de întreruperi se comportă ca handlere de evenimente hardware, cu procesorul în rol de coordonator (dispatcher). Sistemele de operare, de asemenea se comportă ca și coordonatori pentru procese, transmițând datele și întreruperile soft către procese user, care de multe ori sunt programate ca și handlere de eveniment.